# Phaeostigma divinum
Phaeostigma divinum är en halssländeart som först beskrevs av H. Aspöck och U. Aspöck 1964.  Phaeostigma divinum ingår i släktet Phaeostigma och familjen ormhalssländor.

## Underarter
Arten delas in i följande underarter:
- P. d. simillimum
- P. d. retsinatum
- P. d. divinum